# Retz (Autriche)
Pour les articles homonymes, voir Retz.
Retz est une ville autrichienne de plus ou moins 4 500 habitants. À proximité de la vallée de la Thaya, elle est un important centre viticole et agricole en bordure d'une région vallonnée qui appartient déjà au massif bohémien. La ville ancienne a conservé son plan en damier, des vestiges de ses remparts et de ses tours de défense.